# Cyanopepla imperialis
Cyanopepla imperialis är en fjärilsart som beskrevs av Druce 1883. Cyanopepla imperialis ingår i släktet Cyanopepla och familjen björnspinnare. Inga underarter finns listade i Catalogue of Life.